# Aeroportul Kasompe
Aeroportul Kasompe (IATA: CGJ, ICAO: FLKE) este un aeroport din Chingola, Zambia, Provincia Copperbelt, Zambia.
Situat la o altitudine de 1.412 m, aeroportul dispune de o singură pistă.